# Hardik Singh
Hardik Singh, född den 23 september 1998, är en indisk landhockeyspelare.

## Karriär
Hardik Singh ingick i det indiska landhockeylag som tog brons vid OS 2020 och vid OS 2024.